# Kup europskih prvaka 1972./73. (vaterpolo)
Ovo je deseto izdanje Kupa europskih prvaka. Naslov je prvi put osvojio mađarski Orvosegyetem. Još u skupinama ispali su De Robben, SKK Stockholm, Barcelona i Ethnikos. Zatim je igrana završna skupina.
- 1. Orvosegyetem (Mađarska)
- 2. Partizan (Jugoslavija)
- 3. CVSK VMF Moskva (SSSR)
- 4. Dinamo Moskva (Rumunjska)

- sastav Orvosegyetema (prvi naslov): András Bodnár, Gaal, Hamori, Koller, Ferenc Konrád, S. Konrád, K. Kovács, Nemcsik, Attila Sudár, István Szivós, K. Vindisch